# Magdalena (personaje)
Magdalena es una superheroína creada por Joe Benitez, David Wohl y Malachy Coney para Top Cow Productions. El personaje está basado en el personaje bíblico de María Magdalena, y en la teoría del linaje resultante del matrimonio de María con Jesucristo, de donde según la trama, desciende la Magdalena.
Cada Magdalena empuña la Lanza del Destino (Lanza Santa), la lanza que atravesó el costado de Jesús.

## Historia de publicación
Magdalena apareció por primera vez en The Darkness #15 (junio de 1998) y sólo apareció en dos series breves. Magdalena ha aparecido en The Darkness, Witchblade, Tomb Raider y Vampirella, y en su propia serie de doce números desde abril de 2010 hasta abril de 2011.

## Biografía ficticia
Magdalena es el título de una serie de mujeres descendientes de Jesucristo a través de su matrimonio con María Magdalena. Cada Magdalena hereda grandes poderes de la línea de sangre real y actúa como guerrera en defensa de la Iglesia Católica.
La Iglesia Católica Romana ha sido la patrona de la Magdalena desde la Edad Media, criándola desde la infancia y formándola hasta que esté lista para desempeñar su función. La Inquisición, un consejo secreto y poderoso de cardenales, supervisa las actividades de la Magdalena y decide sus misiones.

### Hermana Rosalía
Sor Rosalía era una ex Magdalena que falleció cuando tenía 33 años. Fue violada cuando era adolescente por un agresor enmascarado. Ella quedó embarazada como resultado de la agresión y dio a luz a una niña. La niña le fue robada y criada en un convento no identificado.
En su última misión, fue enviada a investigar el vampirismo en Francia. Le informaron que el vampirismo es un retrovirus que obliga a los vampiros a consumir sangre para restaurar su hemoglobina. Ella decidió que no eran malvados y les ayudó a escapar. Fue asesinada por los soldados de la Inquisición, los Garduna, por intentar evitar que masacraran a los vampiros. Se insinuó que Rosalía podría haber sido infectada con el virus y resucitaría tres días después de su muerte, reflejando la Resurrección de Jesús.

### Hermana Mariella
Mariella, la hija adulta de Rosalía, fue enviada a matar a Jackie Estacado con la Lanza del Destino, pero sin que ella lo supiera, todavía no estaba completamente entrenada y no era capaz de diferenciar entre el bien y el mal. Después de que las Hermanas de la Orden de Magdalena realizaron el ritual que le dio a Mariella la capacidad de adivinar los pecados de una persona, ella y sus hermanas fueron dominadas y derrotadas por Jackie, quien hizo de ellas un ejemplo crucificándolas en la iglesia. Después de recuperarse de su crucifixión y la pelea con Jackie, Mariella supo dónde estaba la Lanza del Destino y se preparó para recuperarla. Mientras lo hacía, se encontró con Angelus y Appolonia Francetti en la selva amazónica y nuevamente fue abandonada a su suerte después de que Appolonia usara una parte del poder de la Oscuridad para someterla.

### Patience
La tercera y actual Magdalena es conocida como Patience, creada por el escritor Brian Holguin. Patience estaba en su noviciado pero abandonó su convento repentinamente, obligando a la Inquisición a enviar un agente, Kristof, para rastrearla cuando llegó su momento de asumir el papel de Magdalena.
Kristof encontró a Patience viviendo en las calles con una chica sin hogar llamada Rowan Barry. Kristof se convirtió en el mentor de Patience y le dio entrenamiento básico. Al principio, Patience dudó, pero luego aceptó su destino cuando Rowan fue secuestrado por agentes de una fuerza maligna. Los acontecimientos conducen a un desacuerdo con Kristof y la Inquisición, lo que la impulsa a declararse independiente de su control. Ella permanece aliada con ellos sólo cuando sus objetivos no entran en conflicto con su ética.
Patience apareció nuevamente cuando Sara Pezzini, una oficial del Departamento de Policía de la Ciudad de Nueva York y portadora del Witchblade, fue atacada por un demonio sediento de sangre que se hacía pasar por una mujer joven. Patience la ayudó a ahuyentar al demonio.

### Benedicta María Ferro
Benedetta era una Magdalena de ascendencia española que intentó impedir que el antepasado de Jackie Estacado, Miguel Estacado, obtuviera un tesoro destinado al Papa. Durante su batalla con Estacado, resultó fatalmente herida antes de hundir la Lanza del Destino en el casco de la nave de Estacado. Antes de morir, Miguel tomó la lanza con la intención de devolverla a la Santa Sede y la dejó morir, decisión de la que luego se arrepintió.

## Poderes y habilidades
Cada Magdalena tiene la capacidad innata de ver dentro del corazón humano y mostrarle a la gente el error de sus caminos para darles la oportunidad de redimir sus pecados. Además, cada Magdalena empuña la Lanza del Destino, la lanza que atravesó el costado de Cristo, como arma contra los demonios y la magia maligna.

## Película planeada
Top Cow planeó una película en 2008. En julio de 2009, Ryûhei Kitamura fue contratado para dirigir, con Holly Brix como guionista. Jenna Dewan y Luke Goss iban a protagonizar la película. El proyecto nunca se llevó a cabo.